# Episodi di Make It Pop (prima stagione)
La prima stagione della serie televisiva Make It Pop è andata in onda negli Stati Uniti d'America dal 26 marzo 2015 al 
1º maggio 2015 su Nickelodeon e dal 9 settembre 2015 in Canada su YTV.
In Italia è trasmessa su TeenNick dal 14 dicembre 2015 al 6 maggio 2016 e in chiaro su Super! dal 17 giugno 2016 al 26 agosto 2016.
| nº | Titolo originale       | Titolo italiano            | Prima TV USA   | Prima TV Italia  |
| -- | ---------------------- | -------------------------- | -------------- | ---------------- |
| 1  | Rumors and Roommates   | Compagne di camera         | 26 marzo 2015  | 14 dicembre 2015 |
| 2  | Duet                   | Il duetto                  | 7 aprile 2015  | 15 dicembre 2015 |
| 3  | Failed Dreams          | Sogni quasi infranti       | 8 aprile 2015  | 16 dicembre 2015 |
| 4  | Stolen Moves           | Passi rubati               | 9 aprile 2015  | 17 dicembre 2015 |
| 5  | I Can't Hear Me        | Senza voce                 | 10 aprile 2015 | 18 dicembre 2015 |
| 6  | Popular                | Il gruppo giusto           | 13 aprile 2015 | 21 dicembre 2015 |
| 7  | The Situation          | L'emergenza                | 14 aprile 2015 | 22 dicembre 2015 |
| 8  | The Campaign           | La campagna elettorale     | 15 aprile 2015 | 23 dicembre 2015 |
| 9  | I Am Genius            | Sono un genio              | 16 aprile 2015 | 24 dicembre 2015 |
| 10 | Homecoming             | La festa                   | 17 aprile 2015 | 25 dicembre 2015 |
| 11 | Mr. Chang              | Il signor Chang            | 20 aprile 2015 | 28 dicembre 2015 |
| 12 | Fashion Truck          | Un viaggio nella moda      | 21 aprile 2015 | 29 dicembre 2015 |
| 13 | Troll                  | Il troll                   | 22 aprile 2015 | 30 dicembre 2015 |
| 14 | The Tutor              | La tutor                   | 23 aprile 2015 | 31 dicembre 2015 |
| 15 | Talent Show Redux      | Salviamo il teatro!        | 24 aprile 2015 | 1 gennaio 2016   |
| 16 | The Curse of Reality   | La maledizione del Reality | 27 aprile 2015 | 3 febbraio 2016  |
| 17 | Eggs                   | Uova                       | 28 aprile 2015 | 6 maggio 2016    |
| 18 | Love and Detention     | Amori e punizioni          | 29 aprile 2015 | 4 febbraio 2016  |
| 19 | Dreams                 | Sogni                      | 30 aprile 2015 | 5 febbraio 2016  |
| 20 | Heart, Courage, Brains | Cuore, coraggio e cervello | 1 maggio 2015  | 18 aprile 2016   |

## Compagne di camera
Sun Hi conosce Jodi, sono compagne di stanza e fanno subito amicizia ma non hanno ancora scoperto chi sia la loro terza compagna che sembra non voler conoscere loro due, Jodi e Sun Hi conoscono Caleb, la notte Jodi e Sun Hi escono dalla loro stanza per cercarla e scoprire chi sia ma per non farsi vedere si nascondono dentro l'armadietto di Caleb che le tira fuori dall'armadietto solo la mattina, appena entrano nella loro stanza conoscono Corki la loro nuova compagna che non ha intenzione di parlare con loro perché deve dedicarsi alla scuola, Sun Hi, Corki e Jodi cantano insieme una canzone ma Sun Hi pubblica il video su Internet e Corki si arrabbia con lei.

## Il duetto
Sun Hi cerca in ogni modo di creare una band con Jodi e Corki ma Corki non ne vuole sapere niente e Sun Hi si arrabbia con lei, Sun Hi e Jodi decidono di fare un duetto e Caleb scriverà la musica. Corki e Sun Hi fanno pace e Corki accetta di venire nella band, ma Caleb aveva detto di possedere un luogo per gli spettacoli ma non è così e le ragazze non sono affatto felici.